# DC Super Hero Girls (serie de televisión)
DC Super Hero Girls es una serie de televisión de acción y aventura animada estadounidense desarrollada por Lauren Faust y producida por Warner Bros. Animation para Cartoon Network. Basado en la serie web y la franquicia del mismo nombre, la serie se estrenó el 8 de marzo de 2019, con un especial de una hora.
La serie sigue las aventuras de seis adolescentes de la Mujer Maravilla, Superchica, Bumblebee, Batichica, Zatanna y Linterna Verde que son estudiantes de la Escuela Secundaria de Metrópolis.

## Trama
El programa se centra en seis superhéroes adolescentes con identidades secretas: Diana Prince / Mujer Maravilla, Barbara "Babs" Gordon / Batgirl, Kara Danvers / Supergirl, Zee Zatara / Zatanna, Jessica Cruz / Linterna Verde y Karen Beecher / Bumblebee. Las seis chicas se encuentran en la Escuela Secundaria de Metrópolis y forman un equipo de superheroínas llamado "Super Hero Girls".
El programa cuenta las historias de la mayoría de edad de las Super Hero Girls, tratando con sus elecciones y decisiones con respecto a sus identidades de superheroínas y sus identidades secretas. La serie se centra en la comedia física, las historias emocionales y una gran galería de villanos.

## Personajes

### Super Hero Girls
- Barbara Gordon / Batichica (voz de Tara Strong): Bárbara llega a Metrópolis después del retiro de James Gordon como comisionado de Ciudad Gótica, al llegar a su nueva escuela, recluta a su nuevo grupo de heroínas, para combatir el crimen en metrópolis. Es alegre, llena de energía y una genia tecnológica, capacidad que le ha permitido inventar diferentes tipos de "gadgets" y así suplir su falta de super poderes. Trabaja como vendedora de burritos, los cuales parecen ser su comida favorita ya que comenta en un episodio que "siempre lleva burritos con ella". Su mejor amiga es Harleen Quinzel, detesta a Robin y sueña con ser la compañera de Batman.

- Kara Danvers / Superchica (voz de Nicole Sullivan): Una chica amable y noble, siempre está lista para salvar el día y ayudar a los demás. Sus poderes incluyen visión de calor, súper fuerza, aliento de hielo, vuelo, visión de rayos X, súper velocidad y un grito sónico. La gente la describe como una persona torpe y un poco cretina, como lo dijo en un episodio. Ella siempre está lista para proteger a los demás, incluso cuando eso significa arriesgar su propia vida en el proceso. Segura y competitiva, Supergirl  siempre tiene buenas intenciones, pero no siempre conoce su propia fuerza sobrehumana, que con demasiada frecuencia la mete en problemas reales.

- Karen Beecher / Bumblebee (voz de Kimberly Brooks): Una mariposa social, usa sus habilidades para espiar a los supervillanos para asegurarse de que su equipo esté siempre preparado para cualquier plan. Sus poderes incluyen encogimiento, explosiones sónicas y mayor fuerza. Esta genio de la tecnología es extrovertida y enérgica. Esta superheroína desinteresada cree en los poderosos efectos del trabajo en equipo.

- Zatanna "Zee" Zatara / Zatanna (voz de Kari Wahlgren): Divertidamente exagerada y amorosamente sarcástica, Zatanna es la superheroína más fabulosa de todas. Una intérprete con talento sobrenatural, Zee adora la atención y aborda la escena social en la Secundaria Metrópolis con su confianza característica. Además de ser una estudiante de Metrópolis High School, Zatanna es una maga de escenario en entrenamiento y una de las lanzadoras de magia más poderosas del Universo DC.

- Jessica Cruz / Linterna Verde (voz de Myrna Velasco): Impulsada por la compasión, Linterna Verde usa su Anillo de Poder para proteger a los inocentes. Una heroína que se niega a lanzar un golpe, podría terminar la mayoría de las confrontaciones fácilmente, si no fuera por el hecho de que es pacifista. Inicialmente reacia a convertirse en una Linterna Verde, se niega activamente a golpear a nadie. Ella también es ecologista y vegetariana.

- Diana Prince / Mujer Maravilla (voz de Grey Griffin): Líder nata, proviene de la isla paradisíaca de Themyscira, un lugar lleno de mujeres guerreras. Wondy, como se la llama, usa su escudo de acero themyscirano modificado, pulseras a prueba de balas y lazo de verdad para hacer del mundo un lugar mejor y más seguro. Es conocida por ser valiente y competitiva. Guiada por una cruzada por la verdad y la justicia, la Mujer Maravilla siempre busca detener el mal en su camino con coraje y confianza suprema, mientras que en Metrópolis High destaca tanto en lo académico como en los deportes.

### Super Villain Girls
- Doris Zeul / Giganta (voz de Grey Griffin) La mentalidad de Giganta es similar al deportista estereotípico, que se enfrenta a los más débiles que ella y muestra un completo desinterés por el aprendizaje de libros y lo académico. Ella es mala y feroz. Karen es su víctima favorita y siempre le gusta estar detrás de ella. Pero ella no solo es mala con otros estudiantes, sino también con sus padres. Ella no es tan aguda, por eso se ve y se ejercita para demostrar lo dura y despiadada que es.

- Selena Kyle / Catwoman (voz de Cree Summer): Ella tiene el pelo corto de color morado oscuro / negro con reflejos morados claros, ojos magenta oscuros, piel marrón clara y lleva una pequeña chaqueta negra de manga larga, con una camisa blanca debajo. También usa aretes, pulseras y collar con forma de diamante, un cinturón ovalado violeta oscuro, pantalones negros con botas grises, Es descrita como una gatita traviesa a la que le gusta ser villana. Ella se muestra como una chica hermosa y astuta.

- Pamela Lillian Isley / Poison Ivy (voz de Cristina Milizia): Poison Ivy es una niña solitaria que se preocupa profundamente por las plantas. Odia a las personas que dañan el medio ambiente al punto de matar a alguien. Ella odia a Linterna Verde por ser vegetariana, sus poderes incluyen cloroquinesis (capacidad de convocar, controlar y manipular mentalmente y/o físicamente la vegetación) y capacidad de comunicarse con las plantas.

- Carol Ferris / Star Sapphire (voz de Kari Wahlgren): Es retratada como una acosadora estereotipada, completamente obsesionada con Hal Jordan y atacará a cualquiera que se interponga entre ellos. Ella se niega a aceptar la posibilidad de no estar con Hal. Ella es una linterna violeta. Ella es la enemiga de Linterna Verde.

- Leslie Willis / Livewire (voz de Mallory Low): Leslie es una comediante más grande que Harleen Quinn. Debido a esto, ella es una alborotadora y bromista, sus poderes incluyen: manipulación de la electricidad y superfuerza, aunque es vulnerable al agua.

- Harleen Quinzel / Harley Quinn (voz de Tara Strong): Es una chica divertida a la que le gusta hacer bromas. Puede ser insufrible, por ejemplo, cuando las otras Super Hero Girls la conocieron. Irónicamente, es amiga de Barbara Gordon, que a su vez es Batichica.

## Episodios
| Temporada | Temporada    | Episodios    | Estados Unidos      | Estados Unidos          | Latinoamérica            | Latinoamérica       |
| Temporada | Temporada    | Episodios    | Primera emisión     | Última emisión          | Primera emisión          | Última emisión      |
| --------- | ------------ | ------------ | ------------------- | ----------------------- | ------------------------ | ------------------- |
|           | Cortometraje | Cortometraje | 27 de julio de 2018 | 27 de julio de 2018     | TBA                      | TBA                 |
|           | Cortos       | 52           | 17 de enero de 2019 | 2020                    | 24 de mayo de 2019       | 2020                |
|           | 1            | 52           | 8 de marzo de 2019  | 26 de diciembre de 2020 | 23 de mayo de 2019       | 26 de abril de 2021 |
|           | 2            | 26           | 6 de junio de 2021  | 24 de octubre de 2021   | 17 de septiembre de 2021 | TBA                 |

## Producción
Lauren Faust se acercó a Warner Bros. para desarrollar DC Super Hero Girls en una serie de televisión, después de trabajar previamente en Super Mejor Amigas por Siempre. La versión televisiva de la serie web DC Super Hero Girls se anunció en mayo de 2017. Tara Strong y Nicole Sullivan repiten sus papeles como Batichica y Superchica de Super Mejor Amigas por Siempre, mientras que Gray Griffin, que anteriormente expresó a Chica Maravilla (Donna Troy) de DC Nation, repite su papel de la Mujer Maravilla de la serie web. Un año después, se lanzó un póster que muestra el primer aspecto de los personajes principales.  La serie está animada por el estudio canadiense Jam Filled Entertainment.
Varios de los escritores de esta serie habían trabajado anteriormente en My Little Pony: La magia de la amistad, otro programa creado y desarrollado por Faust. Además, su serie es la segunda colaboración de Tara Strong y John de Lancie, quienes expresaron respectivamente Twilight Sparkle y Discord en My Little Pony: La magia de la amistad.

## Transmisión
El programa se estrenó en Cartoon Network RU el 6 de julio de 2019.
Los primeros 29 episodios también están disponibles para ver en Netflix.